# Kanton Alès-Nord-Est
Kanton Alès-Nord-Est (francouzsky Canton d'Alès-Nord-Est) je francouzský kanton v departementu Gard v regionu Languedoc-Roussillon. Tvoří ho tři obce.

## Obce kantonu
- Alès (severovýchodní část)
- Rousson
- Saint-Julien-les-Rosiers
- Saint-Martin-de-Valgalgues